# Álvaro (Urgell)
Álvaro der Kastilier (katalanisch Àlvar el Castellà; † 1267 in Foix) war ein Graf von Urgell und Vizegraf von Áger aus dem Haus Cabrera. Er war ein Sohn des Grafen Ponç von Urgell († 1243) und der María González Girón.

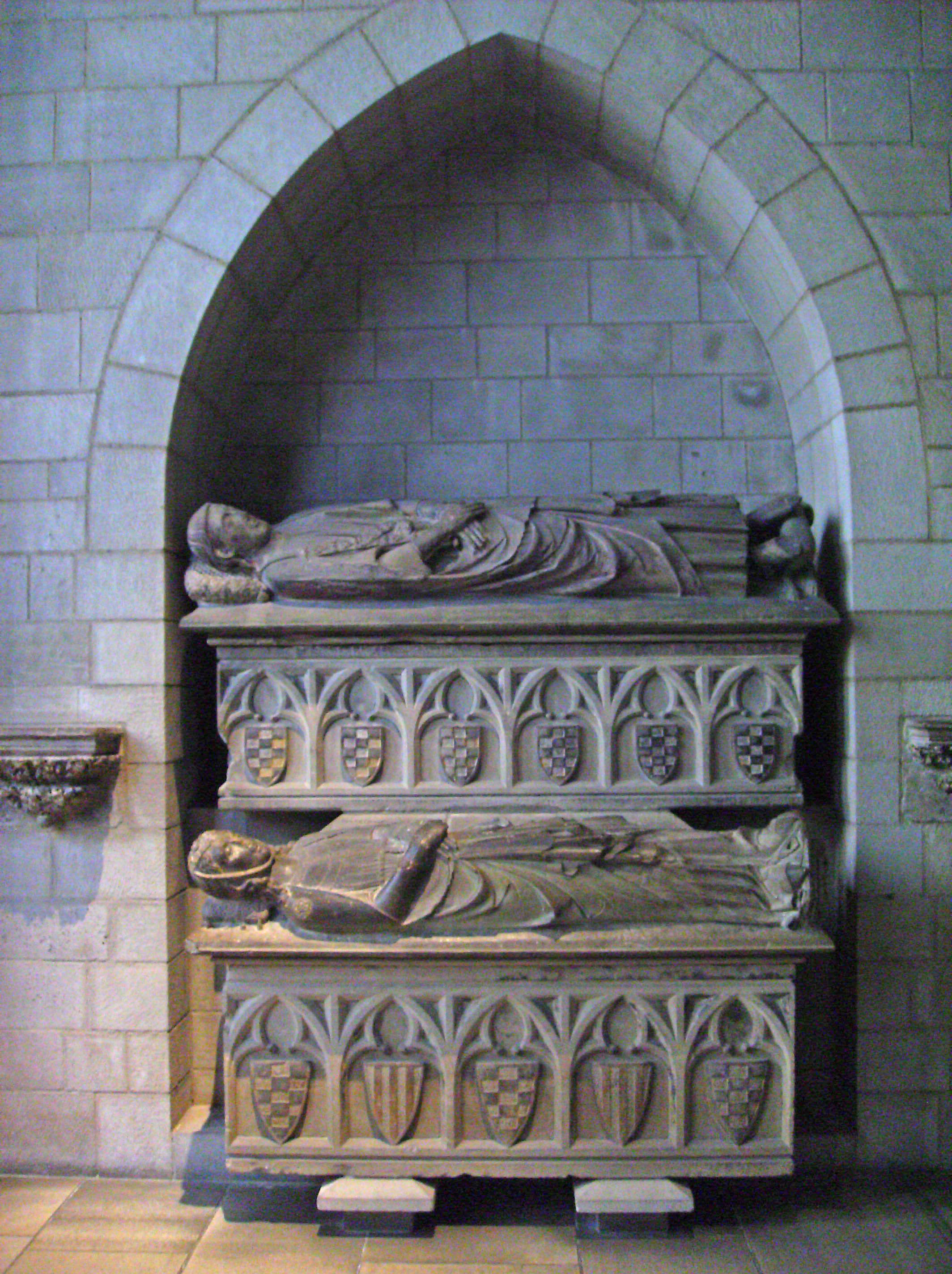
Die Liegefiguren der Gräber von Álvaro von Urgell und der Cecile von Foix in The Cloisters, Metropolitan Museum of Art, New York City.

Obwohl er der zweite Sohn seines Vaters war, konnte Álvaro kurz nach dessen Tod die Erbfolge antreten, da sein älterer Bruder Ermengol IX. noch im selben Jahr starb. Zu diesem Zeitpunkt war Álvaro noch unmündig und wurde von seiner Mutter in Kastilien aufgezogen, woher sein Beiname rührt. Er wurde auch „Rodrígo“ genannt. In der Zeit seiner Abwesenheit von Urgell wurde er 1253 von seinen Vormündern im Konsens mit König Jakob I. von Aragón mit Constança, einer Tochter des Seneschalls Pere de Montcada, verheiratet. Die Cabrera hatten seit Generationen in Fehde mit dem Haus Montcada gestanden, die durch diese Ehe beendet werden sollte. Als Álvaro aber 1256 persönlich nach Urgell kam, um dort die Hochzeit zu begehen, verstieß er nur kurz darauf seine Frau wieder, da er sich in Cecile, eine Schwester des Grafen Roger IV. von Foix, verliebt hatte.
Dies hatte einen Krieg mit den Montcada zur Folge, bei dem Álvaro die Unterstützung der meisten katalanischen Adligen genoss, während die Montcada König Jakob I. sowie die kirchlichen Autoritäten auf ihrer Seite hatten. Gleichzeitig entbrannte ein juristisches Tauziehen zwischen den beiden Frauen, die beide an Papst Urban IV. um Anerkennung der Rechtsgültigkeit ihrer Ehen appellierten. Der Papst beauftragte Raimund von Penyafort mit der Leitung einer Untersuchungskommission, die den Fall entscheiden sollte. Nachdem König Jakob I. 1260 militärisch in Urgell interveniert hatte, kehrte Álvaro einstweilen zu Constança zurück, von der er sich noch immer seine Trennung erhoffte. Als aber im Jahr 1266 Papst Clemens IV. basierend auf dem Urteil Raimunds von Penyafort die Rechtsgültigkeit der Ehe bestätigte, war er nicht bereit, dieses Urteil anzuerkennen. Erneut kam es zum Krieg mit dem König, vor dem Álvaro nach Foix fliehen musste, wo er schon im Folgejahr starb. Er wurde seinem Testament gemäß in der Abtei Santa María de Bellpuig bei Avellanas bestattet.
Die erste Ehefrau von Álvaro war Constança de Montcada, Tochter des Pere I. de Montcada. Sie hatten eine gemeinsame Tochter:
- Leonor († ?); ⚭ mit Sancho d’Antillón.

Seine zweite Frau war Cecile de Foix, Tochter des Grafen Roger Bernard II. von Foix. Ihre Kinder hatte Álvaro als seinen testamentarischen Erben bestimmt:
- Ermengol X. († 1314), Graf von Urgell.
- Álvaro II. († 1299), Vizegraf von Áger.
- Cecila; ⚭ mit Jofre IV. de Rocaberti, Vizegraf von Rocabertí.

## Weblink
- COMTES de URGELL (CABRERA) 1231-1275 bei Foundation for Medieval Genealogy.ac

| Vorgänger    | Amt                       | Nachfolger  |
| ------------ | ------------------------- | ----------- |
| Ermengol IX. | Graf von Urgell 1243–1267 | Ermengol X. |

| Personendaten    | Personendaten                                                |
| ---------------- | ------------------------------------------------------------ |
| NAME             | Álvaro                                                       |
| ALTERNATIVNAMEN  | Álvaro der Kastilier (vollständiger Name); Àlvar el Castellà |
| KURZBESCHREIBUNG | Graf von Urgell                                              |
| GEBURTSDATUM     | 13. Jahrhundert                                              |
| STERBEDATUM      | 1267                                                         |
| STERBEORT        | Foix                                                         |